# دهستان حسین‌آباد گروه
دهستان حسین آباد و گروه، دهستانی است از توابع بخش راین شهرستان کرمان در استان کرمان ایران. از روستاهای توابع این دهستان می توان به روستای درب آسیاب، احمد آباد، کدبک، دشت شقین، کمسرخ و گیشیگان اشاره نمود.

## جمعیت
براساس سرشماری سال ۱۳۸۵جمعیت آن ۲٬۰۸۵نفر (۵۴۱خانوار) بوده‌است.